# Aleksandr Gripicz
Aleksandr Gripicz ros. Александр Сергеевич Грипич (ur. 29 września 1986) – rosyjski lekkoatleta specjalizujący się w skoku o tyczce.
Na dużej imprezie międzynarodowej zadebiutował w 2009 roku zdobywając złoty medal uniwersjady – kilka tygodni po tym sukcesie zajął piątą lokatę w mistrzostwach świata. W 2010 odpadł w eliminacjach halowych mistrzostw świata oraz nie zaliczył żadnej wysokości podczas kwalifikacji na mistrzostwach Europy. Na uniwersjadzie w Shenzhen (2011) zdobył srebrny medal. Piąty zawodnik mistrzostw Europy w Zurychu (2014). W 2015 sięgnął po srebro na halowych mistrzostwach Starego Kontynentu w Pradze.
Medalista mistrzostw Rosji oraz reprezentant kraju w drużynowych mistrzostwach Europy.
Rekordy życiowe: stadion – 5,75 (22 sierpnia 2009, Berlin i 20 sierpnia 2011, Shenzhen); hala – 5,85 (7 marca 2015, Praga).

## Osiągnięcia
| Rok  | Impreza                                 | Miejsce    | Pozycja           | Wynik |
| ---- | --------------------------------------- | ---------- | ----------------- | ----- |
| 2009 | Uniwersjada                             | Belgrad    | 1. miejsce        | 5,60  |
| 2009 | Mistrzostwa świata                      | Berlin     | 5. miejsce        | 5,75  |
| 2010 | Halowe mistrzostwa świata               | Doha       | el. – 13. miejsce | 5,45  |
| 2010 | Superliga drużynowych mistrzostw Europy | Bergen     | 6. miejsce        | 5,40  |
| 2010 | Mistrzostwa Europy                      | Barcelona  | –                 | NH    |
| 2011 | Superliga drużynowych mistrzostw Europy | Sztokholm  | 3. miejsce        | 5,60  |
| 2011 | Uniwersjada                             | Shenzhen   | 2. miejsce        | 5,75  |
| 2013 | Mistrzostwa świata                      | Moskwa     | el. – 24. miejsce | 5,40  |
| 2014 | Mistrzostwa Europy                      | Zurych     | 5. miejsce        | 5,65  |
| 2015 | Halowe mistrzostwa Europy               | Praga      | 2. miejsce        | 5,85  |
| 2015 | Superliga drużynowych mistrzostw Europy | Czeboksary | 5. miejsce        | 5,45  |
| 2015 | Mistrzostwa świata                      | Pekin      | el. – 17. miejsce | 5,65  |